# Eupygoplus
Eupygoplus is een geslacht van hooiwagens uit de familie Assamiidae.
De wetenschappelijke naam Eupygoplus is voor het eerst geldig gepubliceerd door Roewer in 1915. 

## Soorten
Eupygoplus omvat de volgende 3 soorten:
- Eupygoplus armatus
- Eupygoplus birmanicus
- Eupygoplus gracilis